# Lentvaris
Lentvaris anhörenⓘ (deutsch, 18. Jahrhundert: Landwerau, polnisch Landwarów) ist eine kleine Stadt und Zentrum eines Landamtes der Rajongemeinde Trakai im Südosten Litauens.

## Geschichte
Der Ort wurde erstmals 1596 erwähnt und gehörte bis zur III. Teilung Polens 1795 zu Polen-Litauen. Ab dann zum Russischen Zarenreich gehörig, begann mit dem Bau der Eisenbahnlinie Sankt Petersburg–Warschau ab 1861 der wirtschaftliche Aufschwung. Nach dem Polnisch-Sowjetischen Krieg kam Lentvaris 1921 zur Zweiten Polnischen Republik. Im September 1939 wurde der Ort von sowjetischen Truppen besetzt und an Litauen übergeben, das 1940 von der Sowjetunion annektiert wurde. Zwischen 1941 und 1944 von der deutschen Wehrmacht besetzt, gehörte Lentvaris dann zur Litauischen Sozialistischen Sowjetrepublik und ab 1990 zum unabhängigen Litauen. 1946 erhielt der Ort das Stadtrecht.

## Sehenswürdigkeiten
- Der am Lentvarissee gelegene neogotische Palast der Grafen Tyszkiewicz/Tiškevičius wurde von 1861 bis 1869 errichtet. Der umgebende Park wurde von dem französischen Gartenplaner Édouard François André angelegt.
- Die katholische Kirche der Verkündigung der Heiligen Jungfrau Maria wurde ab 1910 erbaut und 1926 geweiht, der Turm von 1927 bis 1934 hinzugefügt.

|  |  |  |  |  |

## Söhne und Töchter der Stadt
- Nikolai Albertowitsch Fuchs (1895–1982), russischer Physikochemiker und Hochschullehrer
- Teresa Żylis-Gara (1930–2021), polnische Opernsängerin (Sopran)
- Darius Kvedaravičius (* 1974), litauischer Politiker
- Eugenia Bujak (* 1989), polnisch-slowenische Radsportlerin
- Andrius Šatevičius (* 1991), Politiker, Bürgermeister von Trakai